# دویر طه
دویر طه (به عربی: دویر طه) یک روستا در سوریه است که در استان طرطوس واقع شده‌است. دویر طه ۱٬۷۱۴ نفر جمعیت دارد.